# КК Ретимно
КК Ретимно (грч. Ρέθυμνο) је грчки кошаркашки клуб из Ретимна. Тренутно се такмичи у Првој лиги Грчке.

## Историја
Клуб је основан 1986. године. До сада највећи успех је био пласман у финале грчког купа 2007. године где су поражени од Панатинаикоса резултатом 87:48. 

## Успеси
- Куп Грчке
  - Финалиста (1) :  2007.

## Познатији играчи
- Миленко Топић
- Лука Дрча
- Јан Вујукас
- Зак Рајт
- Реџи Фримен
- Лери О'Бенон